# Jean Brankart
Jean Brankart (Momalle, 12 de julio de 1930- Lieja, 23 de julio de 2020) fue un ciclista belga que fue profesional de 1953 a 1960.
Falleció a los noventa años el 23 de julio de 2020 en un hospital de Lieja.

## Palmarés
| 1955 - 1 etapa de los Tres Días de Amberes - 1 etapa de la Vuelta a Suiza - 2.º en el Tour de Francia, más 2 etapas 1956 - 1 etapa de la Vuelta a Bélgica 1957 - 1 etapa de los Tres Días de Amberes | 1958 - 2.º en el Giro de Italia y clasificación de la montaña 1959 - Gran Premio de Midi Libre, más 1 etapa |

## Resultados en Grandes Vueltas y Campeonatos del Mundo
| Carrera         | Carrera         | 1953 | 1954 | 1955 | 1956 | 1957 | 1958 | 1959 | 1960 |
| --------------- | --------------- | ---- | ---- | ---- | ---- | ---- | ---- | ---- | ---- |
|                 | Giro de Italia  | —    | —    | —    | 7.º  | —    | 2.º  | —    | —    |
|                 | Tour de Francia | —    | 9.º  | 2.º  | 39.º | —    | Ab.  | 10.º | Ab.  |
|                 | Vuelta a España | X    | X    | —    | —    | —    | —    | Ab.  | —    |
| Mundial en Ruta | Mundial en Ruta | Ab.  | —    | Ab.  | —    | —    | —    | —    | —    |

—: no participa

Ab.: abandono

X: no se disputó